# Попрад (спортивний комплекс)
Національний спортивний комплекс «Попрад» (словац. Národné tréningové centrum Slovenského futbalového zväzu v Poprade) — футбольний стадіон у місті Попрад, Словаччина, домашня арена ФК «Татран».
Стадіон відбудований протягом 2012—2014 та відкритий 11 грудня 2014 року. Відповідає вимогам ФІФА та УЄФА. Є однією з головних футбольних арени Словаччини. Арена має унікальну систему опалення на основі геотермальних джерел енергії, вода з якої охолоджується дренажною системою стадіону. 